# Riečka (Rimavská Sobota)
|  | No s'ha de confondre amb Riečka (Banská Bystrica). |

Riečka és un poble i municipi d'Eslovàquia. Es troba a la regió de Banská Bystrica.

## Història
La primera menció escrita de la vila es remunta al 1282.

## Demografia
| Godina             | 1994 | 2004   | 2014   | 2024   |
| ------------------ | ---- | ------ | ------ | ------ |
| Nombre de persones | 240  | 235    | 234    | 220    |
| Diferència         |      | −2,08% | −0,42% | −5,98% |

| Godina             | 2023 | 2024   |
| ------------------ | ---- | ------ |
| Nombre de persones | 215  | 220    |
| Diferència         |      | +2,32% |